# Eorininal

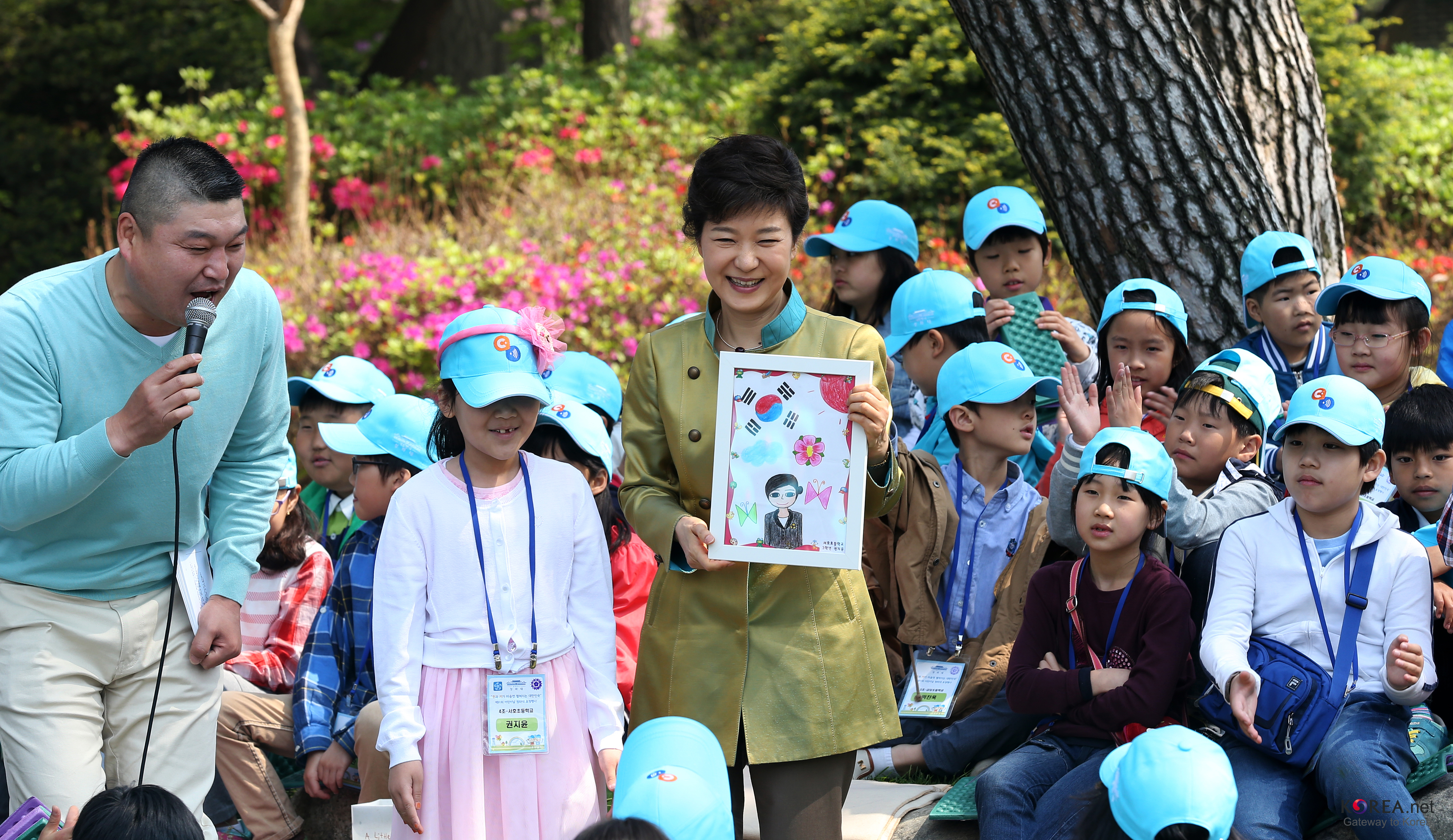
Journée des enfants à Cheong Wa Dae La présidente Park (au centre) sourit et montre un autoportrait dessiné par une fillette nommée Gwon Ji-yun Cheong Wa Dae, Séoul

Eorininal, ou jour des enfants (en hangeul 어린이날) est une des fêtes traditionnelles coréennes comme avec Kodomo no hi, celèbre au Japon. 
Elle est aujourd'hui célébrée :
- le 5 mai en Corée du Sud, où elle est l'une des fêtes nationales depuis 1975,
- le 1er juin en Corée du Nord, afin de coïncider avec la Journée internationale des enfants, instituée sur l'initiative du Conseil de la Ligue internationale des femmes démocratiques, réunie à Moscou en novembre 1949.

La fête des enfants a été initialement fixée au 1er mai, date à laquelle un auteur de livres pour enfants, Bang Jeong-hwan, a écrit, en 1923, une "Lettre ouverte aux adultes", dans laquelle il proclame que "les enfants sont le futur de notre nation" et que des enfants qui grandissent dans le respect des autres seront, à leur tour, respectueux d'autrui.
En Corée, le jour des enfants est célébré avec autant de faste que Noël en Europe et en Amérique : les enfants reçoivent des cadeaux et leurs parents les emmènent en promenade dans les parcs et dans les zoos.